# Paresthésie
 (novembre 2024).
Si vous disposez d'ouvrages ou d'articles de référence ou si vous connaissez des sites web de qualité traitant du thème abordé ici, merci de compléter l'article en donnant les références utiles à sa vérifiabilité et en les liant à la section « Notes et références ».
Ne doit pas être confondu avec Pallesthésie.
La paresthésie (du grec παρα signifiant « à côté » et αίσθησις  signifiant « faculté de percevoir par les sens») est un trouble du sens du toucher, regroupant plusieurs symptômes, dont la particularité est d'être désagréables mais non douloureux : fourmillements, picotements, engourdissements, etc.
Il arrive que dans certains cas, la sensation soit décrite comme « des piques de glace perçant le muscle ». La paresthésie est assez sous-estimée dans les sociétés francophones, largement réduite à une exagération de la victime.[réf. nécessaire]

## Causes principales
- Neurotoxicité de certains produits utilisés en cancérologie, qui se traduit par des neuropathies périphériques (dont paresthésies et une diminution des réflexes myotatiques) généralement réversibles.
- Syndrome du canal carpien
- Syndrome du tunnel tarsien
- Sevrage progressif ou arrêt brutal d'un antidépresseur
- Phlébothrombose
- Affection thyroïdienne
- Fibromyalgie
- Syndrome d'Ehlers-Danlos
- Hernie discale
- Séquelle neurologique d'une intervention chirurgicale type ténotomie
- Syndrome épileptique, surtout l'épilepsie partielle
- Crise migraineuse avec aura
- Hypoglycémie
- Hypocalcémie
- Polyglobulie primitive (maladie de Vaquez)
- Prise d'anticholinergiques excessive
- Sclérose en plaques
- Neuromyopathie, qu'elle soit génétique ou non
- Traitement au baclofène
- Accident de décompression (ADD)
- Intoxication par un macromycète provoquant le syndrome orellanien (notamment C. orellanus, C. speciosissimus…)
- Intoxication ou allergie (par exemple due à l'acrylonitrile[1])
- Complication de la chirurgie orthognathique
- Désordres hydro-électrolytiques (notamment hypo-[2] comme hyperkaliémie[3])
- Trouble de conversion
- Carence en vitamine B12, anémie pernicieuse
- Tumeurs (lymphomes, tumeurs des nerfs et cancers du poumon, de l'estomac, de l'ovaire ou des seins)
- Ataxie de Friedreich
- Syndrome acromélalgien[4]
- Névralgie cervicobrachiale
- Syringomyélie
- Ainsi que les affections neurologiques acquises probablement auto-immunes appartenant au spectre du syndrome de Guillain-Barré à savoir certains de ses variants « régionaux », à savoir[5] :

○ la diplégie faciale avec paresthésies, et
○ le syndrome de Miller-Fisher.

## Autres causes
Des composés peuvent provoquer une sensation de picotement sur la langue :
- Alpha hydroxy sanshool (composé présent dans le poivre du Sichuan) ;
- Spilanthol (en) (composé présent dans le brède mafane (Acmella oleracea)) ;
- Trans-pellitorine ;
- Homospilanthol ;
- Achilleamide.

Certains compléments alimentaires liés au sport peuvent causer une paresthésie, comme la bêta-alanine.